# A.M. Bakalar
A.M. Bakalar, Asia Monika Bakalar (pseudonim pisarski Joanny Zgadzaj) (ur. 3 marca 1975 we Wrocławiu) – polska pisarka pisząca w języku angielskim.

## Życiorys
Ukończyła studia na Wydziale Anglistyki Uniwersytetu Wrocławskiego. W różnych okresach czasu mieszkała na Sycylii, w Kanadzie, Niemczech i we Francji. W 2004 roku wyemigrowała do Wielkiej Brytanii. W latach 2007–2011 pracowała nad doktoratem w zakresie literatury postkolonialnej i komparatywnej w Birckbeck College w Londynie, a następnie przeniosła się na University of Southampton. W trakcie pracy nad doktoratem napisała pierwszą powieść Madame Mephisto, a następnie przerwała studia doktoranckie, aby poświęcić się dalszej pracy pisarskiej. Jej szkic Writing Mothers: Spatial-Textual Formations in Nigerian Buchi Emecheta’s Second-Class Citizen and Pole Anna Janko’s The Girl with Matches został opublikowany w 2012 w książce pt. Women’s Voices and Feminism in Polish Cultural Memory, Cambridge Scholars Publishing.
Mieszka w Londynie z partnerem, Brytyjczykiem, muzykiem drum & bass.

## Twórczość
Jej pierwsza powieść Madame Mephisto została nominowana przez czytelników do nagrody Guardian First Book Award w 2012.
Akcja powieści dzieje się między Anglią a Polską. Główna bohaterka, Magda, polska emigrantka, uprawia marihuanę we wschodniej Polsce. Krótko po publikacji autorka spotkała się z krytyką ze strony Polaków za pisanie w języku angielskim oraz brak patriotyzmu. Debiut został przychylnie przyjęty w prasie brytyjskiej. Recenzje ukazały się na łamach:The Guardian, The Times Literary Supplement oraz Huffington Post. Deon Meyer, pisarz z Południowej Afryki, nazwał książkę „wyjątkową”. Pisarka jest pierwszą Polką, która opublikowała powieść w języku angielskim po wejściu Polski do Unii Europejskiej w 2004.
W opowiadaniu Whatever makes you sleep at night, które ukazało się w magazynie Wasafiri w 2013, poruszyła temat skinheadów i nietolerancji w Polsce.
Autorka aktywnie promuje literaturę polską i Europy Środkowo-Wschodniej w Wielkiej Brytanii. W 2013 była redaktorką specjalnego wydania magazynu Litro poświęconego literaturze polskiej, w którym znalazły się fragmenty książek polskich autorów: Tadeusza Różewicza, Zygmunta Miłoszewskiego, Jacka Dehnela, Wioletty Grzegorzewskiej oraz Grażyny Plebanek. W 2012 została zaproszona do programu Night Waves, na antenie BBC Radio 3, gdzie opowiadała o angielskojęzycznym wydaniu powieści Narcyzy Żmichowskiej Poganka. W 2013, w trakcie nagrania wraz z Evą Hoffman w BBC Radio 3 BBC Proms 2013 Season, Proms Plus Literary: Poles in Britain, przedstawiła powieść Doroty Masłowskiej  Wojna polsko-ruska pod flagą biało-czerwoną.

## Publikacje
- Powieści
  - Madame Mephisto, Stork Press, 2012
- Opowiadania
  - Whatever makes you sleep at night, Wasafiri, 2013
- Inne
  - Writing in the second language[6], 2012, Bookoxygen
  - My top ten Nigerian Books, listopad 2012, Litro[7]
  - Polish people are Britain’s invisible minority, grudzień 2012, The Guardian[8]
  - Christmas List 2012: Smena’s Memory by Wioletta Grzegorzewska’ 2012, Wasafiri[9]
  - Poland – Letter from the Editor, czerwiec 2013, Litro[10]
  - 10 Polish Books You Should Be Reading czerwiec 2013, Litro[11]
  - An important lesson for Polish migrants in the Before You Go, film, czerwiec 2013, The Guardian[12]
  - Book Review: The Devil’s Workshop by Jáchym Topol, sierpień 2013, Litro[13],